# Самчевський Осип Антонович
Осип Антонович Самчевський (1799—1887) — педагог, викладач Чернігівської Духовної Семінарії й інспектор Новгород-Сіверської Гімназії, автор цінних спогадів за 1810 — 86 «Воспоминания» («Киевская Старина», тт. 43 — 46).